# Kamień (Węgorzewo)
Kamień (deutsch Stein) ist eine kleine Waldsiedlung („osada leśna“) in der polnischen Woiwodschaft Ermland-Masuren, die zur Stadt- und Landgemeinde Węgorzewo (Angerburg) im Powiat Węgorzewski (Kreis Angerburg) gehört.

## Geographie
Kamień liegt im Nordosten der Woiwodschaft Ermland-Masuren, südlich der Woiwodschaftsstraße DW 650 und südöstlich des Masurischen Kanals (polnisch Kanał Mazurski), zehn Kilometer westlich der Kreisstadt Węgorzewo (Angerburg).

## Geschichte
Im Jahr 1874 wurde die Försterei Stein als zugehörig zum Steinorter Forst gegründet. Die kleine Forsthaussiedlung war in den Gutsbezirk und die spätere Landgemeinde Pristanien (1938 bis 1945 Paßdorf, polnisch: Przystań) im Kreis Angerburg im Regierungsbezirk Gumbinnen der preußischen Provinz Ostpreußen eingemeindet.
1945 kam der Ort mit dem übrigen südlichen Ostpreußen zu Polen und erhielt die polnische Bezeichnung „Kamień“. Die Siedlung ist heute eine Ortschaft im Verbund der Stadt- und Landgemeinde Węgorzewo im Powiat Węgorzewski.

## Kirche
Kirchlich war Stein bis 1945 in die evangelische Kirche Engelstein sowie in die katholische Kirche Zum Guten Hirten in Angerburg eingepfarrt.
Heute sind die Einwohner zur evangelischen Kirche in Węgorzewo, einer Filialkirche von Giżycko (Lötzen) bzw. zur katholischen Kirche in Węgielsztyn hin orientiert.

## Verkehr
Verkehrsmäßig ist Kamień nur über drei Landwege erreichbar, die von Stawki (Stawken, 1938 bis 1945 Staken), Mamerki (Mauerwald) bzw. von Kaczory (Fürstenwalde) nach hier führen.
Die nächste Bahnstation ist Przystań an der – allerdings nicht mehr regulär betriebenen – Bahnstrecke Kętrzyn–Węgorzewo (Rastenburg–Angerburg).